# عباس غولو بكخانوف
عباس غولو آغا بكخانوف  (21 حزيران [3 تموز في التقويم القديم] 1794  - كانون الثاني 1847)، أو عباس قولي باكيخانوف، أو عباس قولي بن ميرزا محمد (تاغي) خان بادكوبي كان كاتبًا ومؤرخًا وصحفيًا ولغويًا وشاعرًا وفيلسوفًا أذربيجانيًا. كان ابنًا للخان الثالث لباكو ميرزا محمد خان الثاني. خدم كضابط في الجيش الإمبراطوري الروسي وشارك في الحرب الروسية الفارسية 1826-1828، ثم تقاعد واستقر في قوبا.
يُعرف أيضًا باسمه المستعار "قدسي"، ويرى العديد من العلماء الأذربيجانيين أن باكيخانوف من بين أوائل المفكرين والمؤرخين لديهم. يُنسب إليه الفضل في كونه أول شخص كتب "دراسة (آفرودة) أكاديمية عن تاريخ شروان الكبرى"؛ المنطقة التي ستشكل فيما بعد معظم جمهورية أذربيجان. كان كتابه "القانون القدسي" أول كتاب يُنشر في قواعد اللغة الفارسية.

## الحياة المبكرة

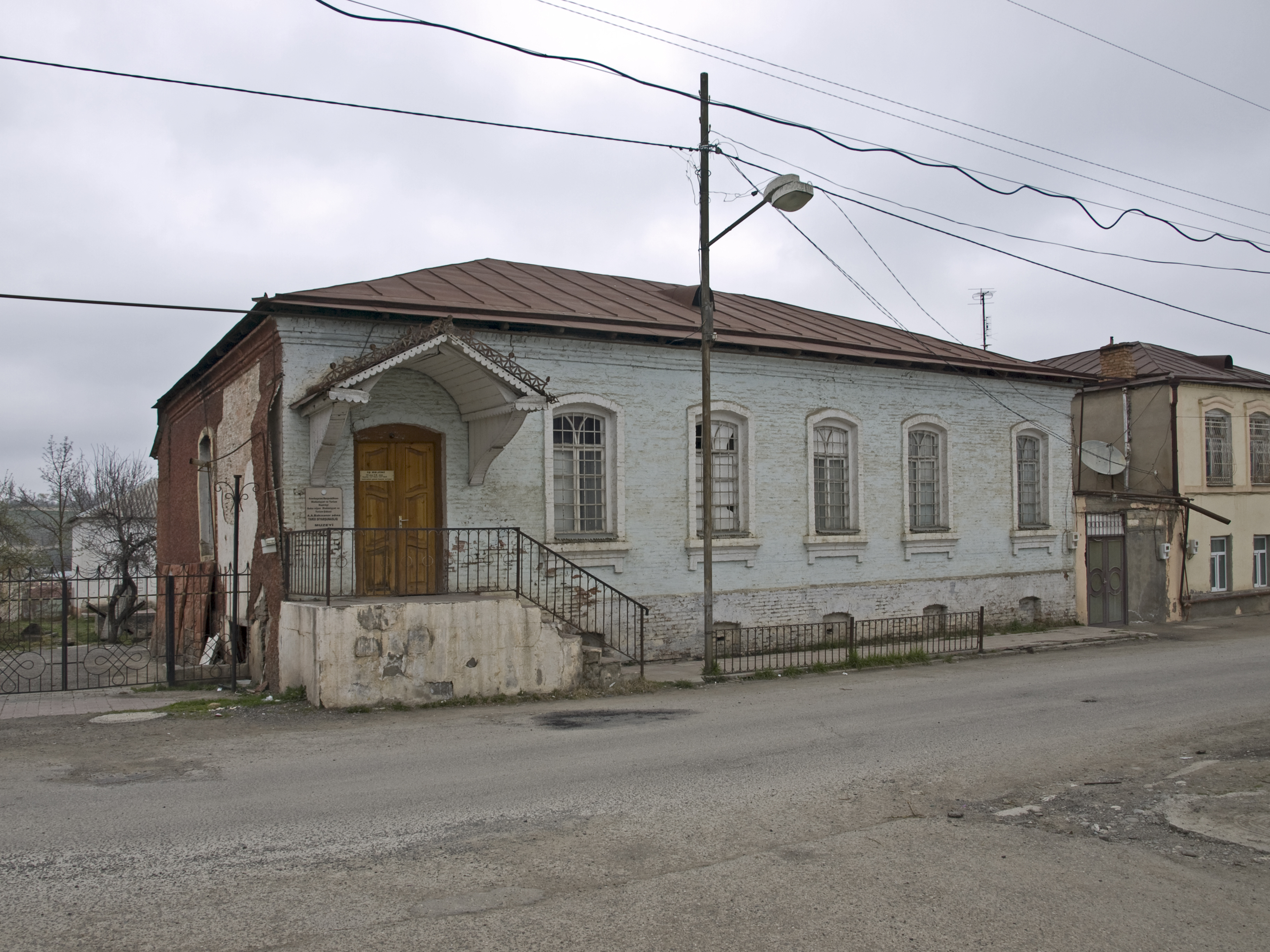
متحف منزل باكيخانوف في أمسار، في قوبا.

وُلِد باكيخانوف في أميرجان [الإنجليزية]، وهو ابن الخان الثالث لباكو، ميرزا محمد خان الثاني، وامرأة جورجية تدعى صوفيا. بدأ حياته التعليمية في عام 1801 وتلقى تعليمه باللغة الفارسية على يد العديد من ملالي عصره مثل محمد الباكوي والحاج محمد الكلخاني (ت 1808). في عام 1813، بعد سبع سنوات من فقدان سيادة الخانية، انتقلت العائلة إلى قوبا، حيث تعلم على مدى السنوات العشر التالية اللغة العربية والتركية والروسية، ثم الفرنسية والبولندية. في عام 1818، أسس أول جمعية أدبية أذربيجانية وهي جمعية جولستان إرم .
انضم إلى الجيش الروسي في 20 كانون الأول 1819 [1 كانون الثاني 1820 في التقويم القديم] وبدأ العمل كمترجم واستقر في مكتب نائب الملك في القوقاز في تبليسي في 28 كانون الأول 1821 [9 كانون الثاني 1822 في التقويم القديم]. عمل في هذا المنصب لمدة 25 عامًا.

## الأعمال

### الأساسية
- رياض القدس (1820). كتب باكيخانوف كتابه الأول (باللغة الأذربيجانية) تحت التأثير الديني للمجتمعات المسلمة في قوبا. وفي الوقت نفسه، كان كتاب رياض القدس بمثابة قطعة تأملية لباكيخانوف حول الأدب الصوفي الشيعي، مثل كتاب جيل العيون لمحمد باقر المجلسي .
- مشكاة الأنوار (1829) هي مجموعة من الحكايات والقصص والأمثال، بالإضافة إلى بعض الاقتباسات من القرآن الكريم والإشارات إلى التصوف الصوفي بشكل عام، والتي تهدف إلى الحفاظ على القيم الاجتماعية والأخلاق داخل المجتمع. وقد كتب الكتاب باللغة الفارسية.
- كان كتاب كشف القريب (1830) أحد الكتب المدرسية التي كتبها باكيخانوف سنة 1830 باللغة الفارسية، حيث يصف اكتشاف الأمريكتين.
- كان كتاب القانون القدسي (1831) أول كتاب في التاريخ مخصص بالكامل لقواعد اللغة الفارسية. تم تأليف هذا الكتاب أصلاً باللغة الفارسية في عام 1831، وتمت ترجمته إلى اللغة الروسية في عام 1841 وأصبح أحد أسس تطوير الدراسات الإيرانية في روسيا.
- كتاب عسكرية (1837) كان أول كتاب خيالي لباكيخانوف: قصة حب بين شابين اضطهدهما المجتمع المتعصب الذي عاشا فيه. وقد كتب الكتاب باللغة الأذربيجانية.
- أسرار الملكوت (1839) هو مقدمة في علم الفلك، كتب باللغة العربية، ثم ترجمه إلى الفارسية باكيخانوف نفسه، وترجمه إلى التركية العثمانية سيد شريف حياتى زاده.[11]
- "جولستان إرم" (ويعني حديقة الزهور المتفتحة، 1841) هو أحد أهم أعماله (المكتوبة باللغة الفارسية) والمخصص لتاريخ شرق القوقاز من العصور القديمة حتى عام 1813. تم ترشيحه لجائزة حكومية في عام 1845 من قبل ألكسندر نيدجاردت، نائب الملك في القوقاز، قبل وفاته مباشرة. [12] تمت ترجمة هذا العمل إلى اللغة الإنجليزية بواسطة ويليم فلور وحسن جوادي ونشرته دار ماج للنشر في عام 2009.[13]

### أعمال أخرى
- تهذيب الأخلاق (1832) كتاب في الأخلاق للأطفال، مستنداً إلى الفلسفة الشرقية واليونانية.
- وقد كتب كتابي "معراج الخيال " و "مجلس الفرنج " أثناء إقامته في وارسو في عامي 1833 و1834، حيث وصف انطباعاته عن بولندا.
- كان كتاب عين الميزان (1835) كتابًا في المنطق الصوري باللغة العربية، أهداها بنفسه إلى ألكسندر كازمبيك في عام 1840.
- كان كتاب النَّسَائِخ (كتاب النصائح ، 1836) عبارة عن أقوال أخلاقية قصيرة، استنادًا إلى الكتاب السابق.[14]
- الجغرافيا العامة (الأمومية الجغرافية) هو كتاب غير مكتمل في الجغرافيا، وكان من المفترض أن يكون كتاب أسرار الملكوت جزءًا منه.

كما ألف مقالات علمية، وجمع قصائد، ومقالات، وترجمات لأعمال مختلفة إلى اللغتين الأذربيجانية والروسية، وغيرها.

## الذاكرة
- توجد بلدية باسم باكيخانوف في باكو.
- تم تسمية معهد التاريخ التابع للأكاديمية الوطنية للعلوم في أذربيجان باسم باكيخانوف.[15]
- يوجد شارع يحمل اسمه في منطقة نسيمي [الإنجليزية] في باكو.
- في أكتوبر 2011 تم الكشف عن تمثال عباسغولو باكيخانوف في باكو، في بلدية باكو التي تحمل اسم باكيخانوف. تم تجديد حديقة باكيخانوف، حيث يقع النصب التذكاري، ومن ثم تم تشييد النصب التذكاري هناك.[16]
- تم تجسيد شخصيته من فخر الدين مانافوف في فيلم "سفير الصباح" عام 2012.[17]

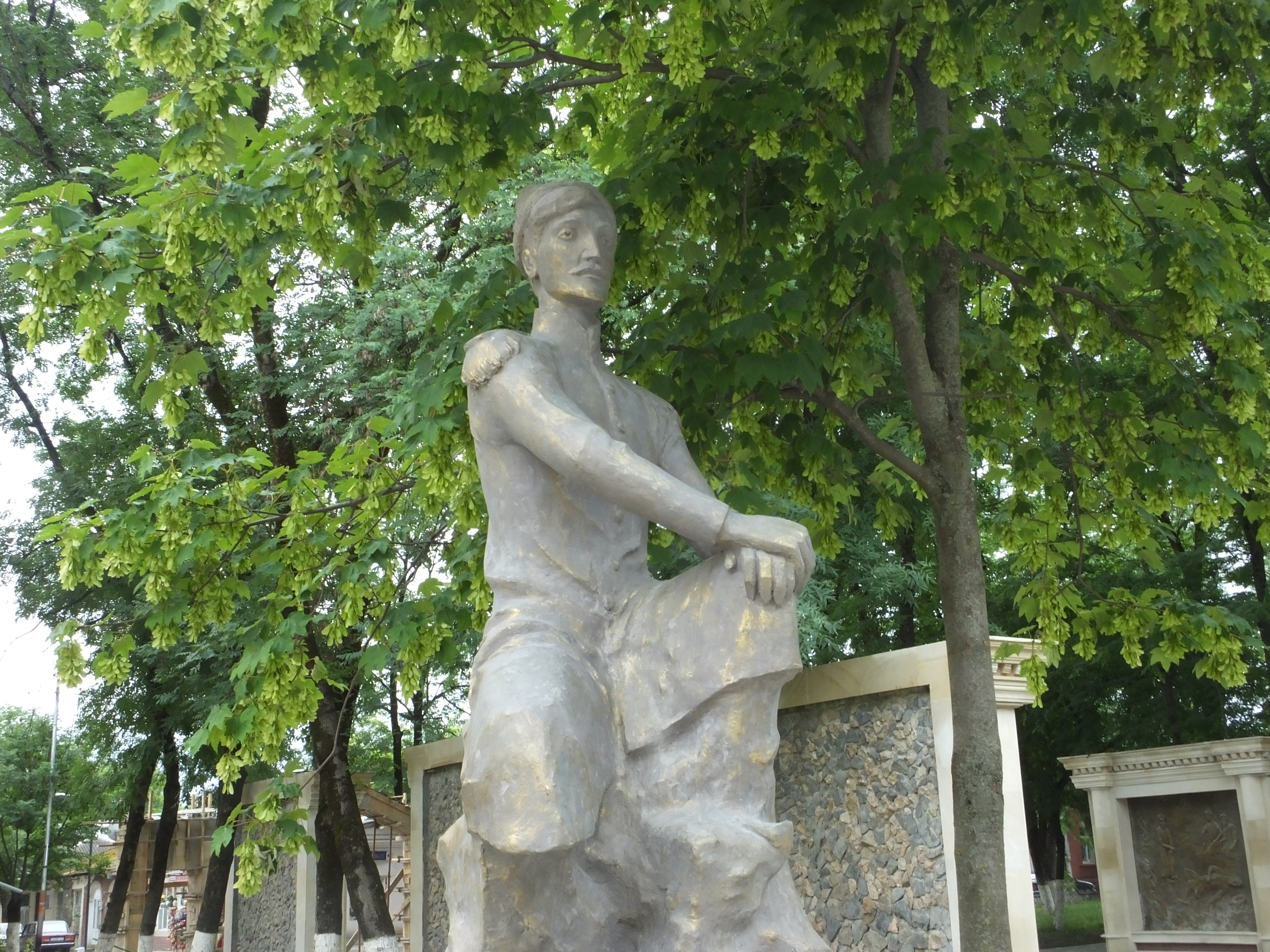
نصب تذكاري لباكيخانوف في قوبا
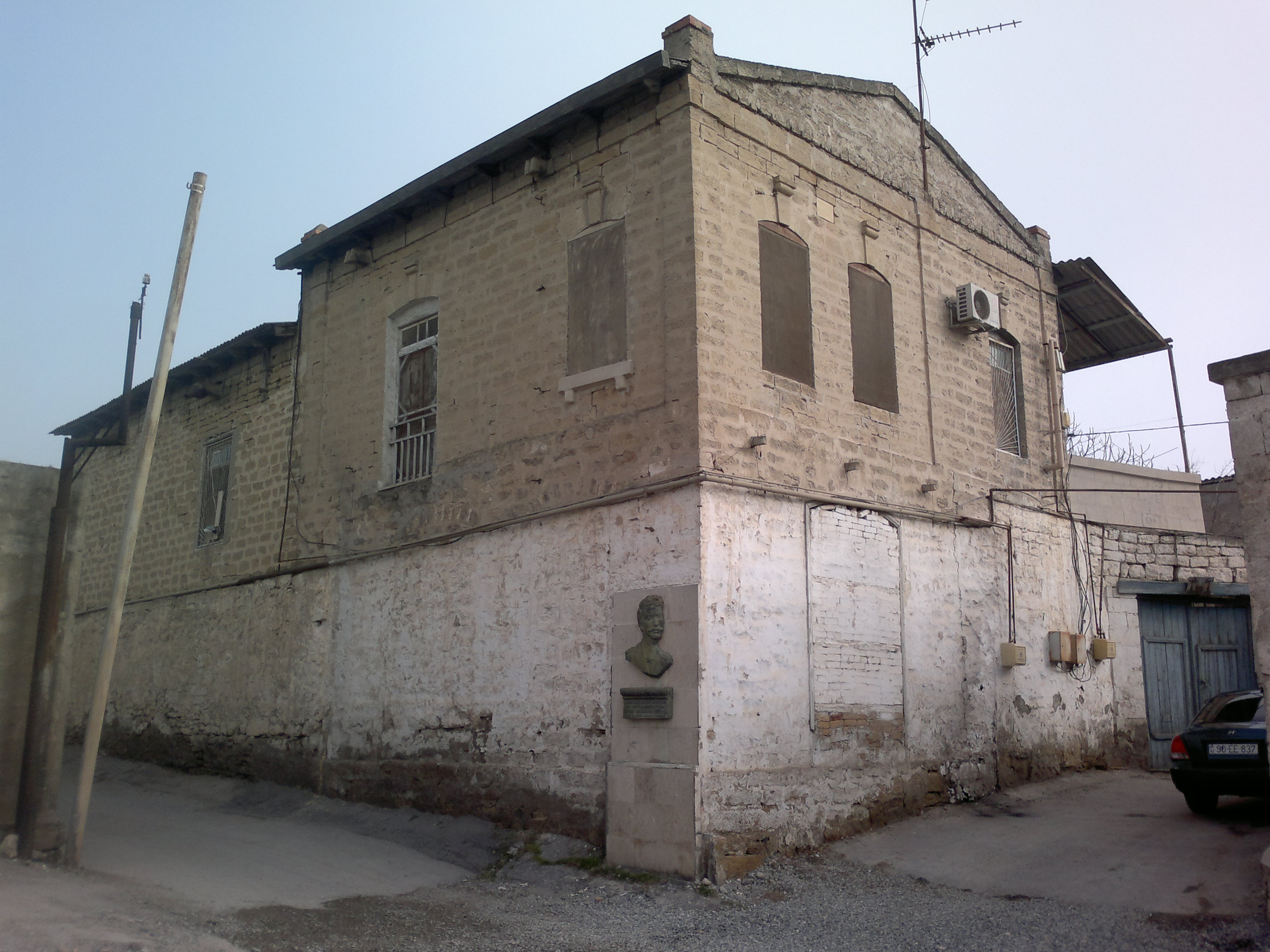
منزل باكيخانوف في أمرجان [الإنجليزية] مع لوحته التذكارية

## ملحوظات
1. ↑  إن لفظ (بكخانوف) هو تعديل روسي للاسم الأصلي (بنو خنوف)[1]